# Dobroje (Kaliningrad)
Dobroje (russisch Доброе, deutsch Legden) ist ein Ort in der russischen Oblast Kaliningrad. Er gehört zur kommunalen Selbstverwaltungseinheit Stadtkreis Gurjewsk im Rajon Gurjewsk.

## Geographische Lage
Dobroje liegt 16 Kilometer nordöstlich der Oblasthauptstadt Kaliningrad (Königsberg) an der Kommunalstraße 27K-070, die Pribreschnoje (Palmburg) an der Föderalstraße A229 (ehemalige deutsche Reichsstraße 1) mit Dobrino (Nautzken) an der Regionalstraße 27A-024 (ex A190) verbindet. Bis 1945 war Gamsau (russisch: Podgornoje) die nächste Bahnstation an der Linie der Königsberger Kleinbahn von Königsberg (Preußen) über Possindern (Roschtschino) nach Tapiau (Gwardeisk).

## Geschichte
Das vor 1946 Legden genannte Dorf mit einem Gut wurde bereits 1334 gegründet. Am Ortsrand lag der Krug Klein Legden. Am 30. April 1874 wurde Groß Legden Sitz und namensgebender Ort des neu gebildeten Amtsbezirks Groß Legden der bis 1945 bestand und zum Landkreis Königsberg (Preußen) (1939 bis 1945 Landkreis Samland) im Regierungsbezirk Königsberg der preußischen Provinz Ostpreußen gehörte. Am 20. Januar 1875 wurde der bisher kommunalfreie Abbau Strecken (zum Amtsbezirk Heiligenwalde (russisch: Uschakowo) gehörig) in den Gutsbezirk Groß Legden eingegliedert. 
Die Einwohnerzahl betrug 1910 insgesamt 255. Am 30. September 1928 wurde der Gutsbezirk Groß Legden mit Klein Legden in die Landgemeinde Legden umgewandelt. Die Einwohnerzahl sank bis 1933 auf 207 und betrug 1939 noch 198.
Infolge des Zweiten Weltkrieges kam Legden mit dem nördlichen Ostpreußen zur Sowjetunion. Im Jahr 1947 erhielt der Ort die russische Bezeichnung Dobroje und wurde gleichzeitig dem Dorfsowjet Jaroslawski selski Sowet im Rajon Gurjewsk zugeordnet. Später gelangte der Ort in den Nisowski selski Sowet. Von 2008 bis 2013 gehörte Dobroje zur Landgemeinde Niwenskoje selskoje posselenije und seither zum Stadtkreis Gurjewsk.

### Amtsbezirk Groß Legden (1874–1945)
Der Amtsbezirk Groß Legden bestand zwischen 1874 und 1945. Er wurde anfänglich aus drei Landgemeinden und zehn Gutsbezirken gebildet:
| Deutscher Name               | Russischer Name | Bemerkungen                                                                          |
| ---------------------------- | --------------- | ------------------------------------------------------------------------------------ |
| Landgemeinde:                |                 |                                                                                      |
| Köllmisch Wargienen          | Aprelewka       | 1901 in einen Gutsbezirk, 1928 wieder in eine Landgemeinde umgewandelt               |
| Mantau                       | Jastrebki       |                                                                                      |
| Tromitten                    |                 | 1928 in die Landgemeinde Fünflinden eingegliedert                                    |
| Gutsbezirke:                 |                 |                                                                                      |
| Adlig Wargienen              | Aprelewka       | 1928 in die Landgemeinde Wargienen bzw. Waldau eingegliedert                         |
| Fünflinden                   | Prochorowka     | 1928 in eine Landgemeinde umgewandelt, 1937 in die Landgemeinde Mantau eingegliedert |
| Gamsau                       | Podgornoje      | 1928 in eine Landgemeinde umgewandelt                                                |
| Groß Legden mit Klein Legden | Dobroje         | 1928 in die Landgemeinde Legden umgewandelt                                          |
| Legitten                     | Pobedino        | 1928 in die Landgemeinden Wargienen bzw. Altsitt eingegliedert                       |
| Mantau                       | Jastrebki       | vor 1883 in die Landgemeinde Mantau eingegliedert                                    |
| Poduhren                     | Orechowka       | 1928 in die Landgemeinde Mantau eingegliedert                                        |
| Praßnicken                   | Podolskoje      | 1928 in die Landgemeinde Gamsau eingegliedert                                        |
| Siebeneichen                 |                 | 1892 in den Gutsbezirk Sonnigkeim eingegliedert                                      |
| Spitzings                    | Malinniki       | 1928 in die Landgemeinde Wargienen eingegliedert                                     |

Am 1. Juni 1945 gehörten aufgrund der vielfachen strukturellen Veränderungen noch vier Gemeinden zum Amtsbezirk Groß Legden: Gamsau, Legden, Mantau und Wargienen. Mantau ist ein heute nicht mehr existenter Ort.

## Kirche
Die Bevölkerung in Groß und Klein Legden war vor 1945 mehrheitlich evangelischer Konfession. DLegden war in das Kirchspiel der Kirche Arnau (russisch: Rodniki) eingepfarrt und gehörte zum Kirchenkreis Königsberg-Land II in der Kirchenprovinz Ostpreußen der Kirche der Altpreußischen Union. Letzter deutscher Geistlicher war Pfarrer Arthur Brodowski.
Dobroje liegt nun im Einzugsbereich der in den 1990er Jahren neu entstandenen Gemeinde der Auferstehungskirche in Kaliningrad (Königsberg), der Hauptkirche der evangelisch-lutherischen Propstei Kaliningrad der Evangelisch-lutherischen Kirche Europäisches Russland (ELKER).